# Rue Béranger
Rue Béranger je ulice v Paříži v historické čtvrti Marais. Nachází se ve 3. obvodu.

## Poloha
Ulice vede od Place Olympe-de-Gouges a končí na křižovatce s Rue du Temple poblíž Place de la République.

## Historie
Otevření ulice proběhlo na základě městské vyhlášky z 23. listopadu 1694. Při svém vzniku byla pojmenována Rue Vendôme na počest Philippa de Vendôme (1655–1727), velkopřevora maltézského řádu, který sídlil v nedalekém maison du Temple. Současné jméno nese ulice od roku 1864. Pierre-Jean de Béranger, po kterém nese jméno, byl francouzský básník.

## Zajímavé objekty
- dům č. 2: hôtel Fargès (též hôtel de Mascrani), vystavěl v letech 1720–1727 architekt Gillet de la Chaussée. Za Francouzské revoluce palác sloužil jako sídlo Administration des Vivres.
- domy č. 3 a 5: propojené paláce, které nechali postavit bankéř Abraham Peyrenc de Moras (č. 3) a Jean Pujol (č. 5) v letech 1720–1725 architektem Gilbertem Delaubardem. Budovy slouží jako školy.
- dům č. 6: hôtel Lacarrière
- dům č. 10: bydlel zde herec Frédérick Lemaître (1800–1876)
- dům č. 11: původní palác prezidenta pařížského parlamentu Bertiera de Sauvigny (1737–1789), sloužil jako radnice bývalého 6. obvodu. Palác byl zbořen a nahrazen novou budovou, kde v letech 1987–2015 sídlil deník Libération.
- dům č. 14: původně míčovna jeu de paume. Byla zbořena v 19. století a v roce 1851 ji nahradil Théâtre Déjazet, jehož vchod vede na Boulevard du Temple č. 41.
- dům č. 16: do Francouzské revoluce se zde nacházel klášter Filles-du-Sauveur založený roku 1701 na pomoc padlým dívkám. Klášter byl zbořen a na jeho místě vznikl dům se vstupem do Passage Vendôme.
- dům č. 22: v roce 1878 zde bylo hračkářství, ve kterém bylo uloženo velké množství fulminátu rtuťnatého pro dětské pistole, který explodoval. Výbuch usmrtil 15 osob, 18 zranil a zničil dva domy.